# Raluca Ioniță
Raluca Andreea Ioniță (n. 9 iunie 1976, Ploiești, România) este o caiacistă română, laureată cu bronz la Sydney 2000.